# Hans Windisch (Theologe)

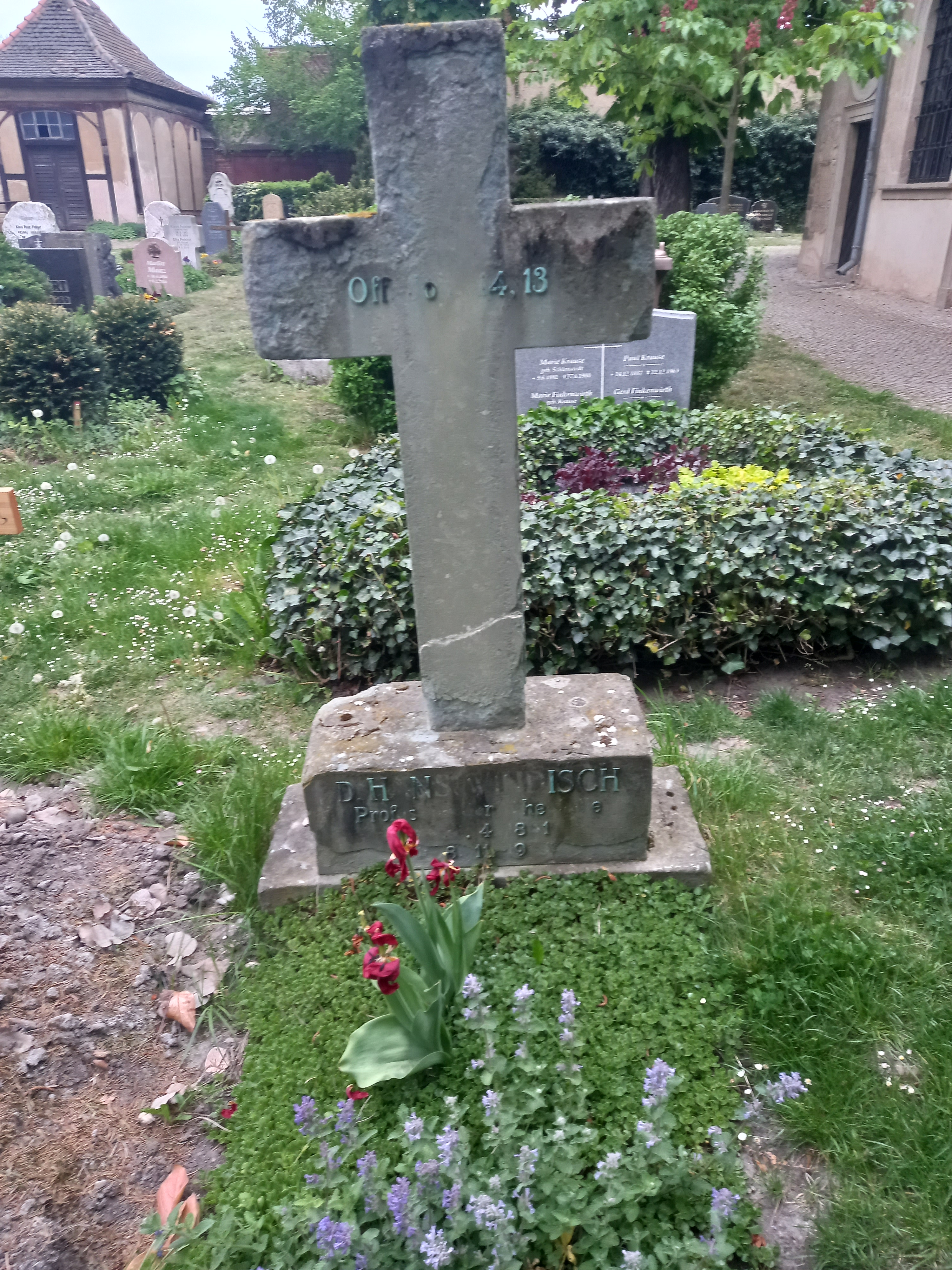
Das Grab von Hans Windisch auf dem evangelischen Laurentiusfriedhof in Halle

Hans Windisch (* 25. April 1881 in Leipzig; † 8. November 1935 in Halle (Saale)) war ein deutscher evangelischer Theologe sowie Neutestamentler und Professor für Theologie an drei Universitäten.

## Leben
Hans Ludwig Windisch war das vierte von fünf Kindern des Sprachwissenschaftlers und Hochschullehrers Ernst Windisch und dessen Frau Berta, eine geborene Roscher. Er besuchte die Bürgerschule und das Gymnasium in Leipzig und studierte Theologie und Philosophie an den Universitäten Leipzig, Marburg und Berlin. Von 1904 bis 1905 leistete er seine Wehrpflicht ab und wurde als Unteroffizier entlassen.
1906 promovierte Windisch zum Dr. phil. an der Universität Leipzig, 1908 erhielt er das Lizenziat. Noch im selben Jahr habilitierte er sich für Neutestamentliche Theologie und arbeitete zunächst als Religionslehrer in Leipzig. 1914 wurde Windisch ordentlicher Professor für Neues Testament und altchristliche Literatur an der Universität Leiden, wo er eine ausgedehnte Lehr- und Forschungstätigkeit entfaltete. Während seiner Zeit in Leiden knüpfte er Verbindungen zur internationalen Fachwissenschaft und schrieb u. a. Kommentarwerke und Monographien. Bereits 1912 begründete Windisch die Reihe Wissenschaftliche Untersuchungen zum Neuen Testament, deren Herausgeber er bis 1934 blieb.
1929 folgte er einem Ruf an die Universität Kiel und nach dem Tod von Ernst von Dobschütz 1935 an die Universität Halle, wo er bereits im November nach dem Sommersemester 1935 im Alter von 54 Jahren starb. Er wurde auf dem Laurentiusfriedhof bestattet.
Seit 1927 war er Mitglied der Königlich Niederländischen Akademie der Wissenschaften (KNAW).

## Schriften (Auswahl)
- Der Sinn der Bergpredigt – ein Beitrag zum Problem der richtigen Exegese. Hinrichs, Leipzig 1937
- Paulus und das Judentum. Kohlhammer, Stuttgart 1935
- Die Orakel des Hystaspes. Kon. Akademie van Wetenschappen, Amsterdam 1929, Nachdruck: Salzwasser Verlag, Paderborn 2012

- De tegenwoordige Stand van het Christusprobleem. van Gorcum, Assen 1925
- Der Untergang Jerusalems (anno 70) im Urteil der Christen und Juden. Doesburgh, Leiden 1914
- Totenfest im Kriegsjahr. Hinrichs, Leipzig 1914
- Die neuesten Bearbeitungen der neutestamentlichen Theologie und die zwei Leitmotive des Urchristentums. Diuterweg, Frankfurt am Main 1912
- Die Frömmigkeit Philos und ihre Bedeutung für das Christentum – eine religionsgeschichtliche Studie. Hinrichs, Leipzig 1909
- Der messianische Krieg und das Urchristentum. Mohr, Tübingen 1909
- Taufe und Sünde im ältesten Christentum bis auf Origenes – ein Beitrag zur altchristlichen Dogmengeschichte. Mohr, Tübingen 1908